# 泉州海洋职业学院
泉州海洋职业学院是中华人民共和国的一所全日制专科民办普通高等职业学校，位于福建省石狮市祥芝镇古浮二十区1号。
2009年，泉州泰山航海职业学院成立。2013年，更名为泉州海洋职业学院。